# Surakarta (stad)
Surakarta, Soerakarta, Solo of volgens de oud-javaanse schrijfwijze Sala is een Indonesische stad op het eiland Java. Deze vorstelijke residentie ligt op Midden-Java aan de rivier de Solo (Bengawan Solo), ongeveer zestig kilometer ten noordoosten van Yogyakarta. De naam betekent "vermetele en heilige taak" en hangt samen met de vorstelijk status van de stad.

## Geboren
In chronologische volgorde
- Mangkunegara I (1725-1795), vorst van Mangkunegaran en Nationale held van Indonesië
- Jan Gerko Wiebenga (1886-1974), Nederlands architect/ingenieur
- Albertus Soegijapranata (1896-1963), eerste inheems Indonesische bisschop (van Semarang, 1940-1963)
- Soekiman Wirjosandjojo (1898-1974), minister-president van Indonesië (1951-1952)
- Dirk Cornelis Buurman van Vreeden (1902-1964), Nederlands luitenant-generaal, commandant van het Koninklijk Nederlandsch-Indisch Leger (KNIL)
- Sahardjo (1909-1963), jurist, minister van justitie en Nationale held van Indonesë
- Subroto (1923-2022), politicus
- Sardono Waluyo Kusumo (1945), choreograaf, danser en filmregisseur.
- Waljinah (1945), zangeres
- Mangkunegara IX (1951-2021), vorst van Mangkunegaran
- Tjahjo Kumolo (1957-2022), politicus
- Joko Widodo (1961), president van Indonesië (2014-2024)